# Dead Can Dance (1981–1998)
Dead Can Dance (1981-1998) je čtyřdiskový box set hudební skupiny Dead Can Dance z roku 2001. Zahrnuje tři hudební CD mapující celou existenci skupiny od raných dob po poslední skladbu The Lotus Eaters a dále DVD Toward the Within. Vydání bylo načasované na dvacáté výročí vzniku skupiny.
Ačkoliv většina skladeb pochází z předešlých řadových alb, tento box set obsahuje i některé méně známé nahrávky. Frontier (Demo) a The Protagonist byly původně vydané v roce 1984 na kompilaci vydavatelství 4AD s názvem Lonely Is an Eyesore. Skladby Labour of Love, Ocean Orion a Threshold byly nahrané pro John Peel Show v roce 1983. Skladba Sloth (Radio) byla nahraná pro rádia a studiová verze byla později vydaná na sólovém albu Brendana Perryho Eye of the Hunter.

## Skladby

### Disk 1
1. Frontier (Demo) – 3:01 (1981)
2. Labour of Love (Radio) – 3:56 (1983)
3. Ocean (Radio) – 3:38 (1983)
4. Orion (Radio) – 3:28 (1983)
5. Threshold (Radio) – 4:10 (1983)
6. Carnival of Light – 3:18 (1984)
7. In Power We Entrust the Love Advocated – 4:07 (1984)
8. De Profundis (Out of the Depths of Sorrow) – 4:00 (1985)
9. Avatar – 4:35 (1985)
10. Enigma of the Absolute – 4:12 (1985)
11. Summoning of the Muse – 4:58 (1987)
12. Anywhere out of the World – 5:05 (1987)
13. Windfall – 3:32 (1987)
14. Cantara – 5:15 (1987)
15. In the Kingdom of the Blind the One-eyed Are Kings – 4:11 (1988)
16. Bird – 5:00 (1991)
17. The Protagonist – 8:53 (1984)

### Disk 2
1. Severance – 3:32 (1988)
2. The Host of Seraphim – 6:15 (1988)
3. Song of Sophia – 1:24 (1988)
4. The Arrival and the Reunion – 1:39 (1990)
5. Black Sun – 4:56 (1990)
6. The Promised Womb – 3:23 (1990)
7. Saltarello – 2:34 (1990)
8. The Song of the Sibyl – 3:45 (1990)
9. Spirit – 2:11 (1991)
10. Yulunga (Spirit Dance) – (1993)
11. The Ubiquitous Mr. Lovegrove – 4:20 (1993)
12. Sloth (Radio) – 2:40 (1993)
13. Bylar – 6:42 (1996)
14. The Carnival Is Over – 5:28 (1993)
15. The Spider's Stratagem – 6:42 (1993)
16. The Wind That Shakes the Barley (Radio) – 2:32 (1993)
17. How Fortunate the Man with None – 9:15 (1993)

### Disk 3
1. I Can See Now – 2:56 (1994)
2. American Dreaming – 4:55 (1994)
3. Tristan – 1:48 (1994)
4. Sanvean – 4:055 (1994)
5. Rakim – 6:26 (1994)
6. Gloridean – 5:51 (1994)
7. Don't Fade Away – 6:13 (1994)
8. Nierika – 5:45 (1996)
9. Song of the Nile – 8:00 (1996)
10. Sambatiki – 7:41 (1996)
11. Indus – 9:23 (1996)
12. The Snake and the Moon (Edit) – 6:11 (1996)
13. The Lotus Eaters – 5:46 (1998)

### Disk 4
- Toward the Within DVD